# Jānis Klovāns
Jānis Klovāns, ros. Янис Янович Клован (ur. 9 kwietnia 1935 w Rubie na Łotwie, zm. 5 października 2010) – łotewski szachista, arcymistrz od 1998 roku.

## Kariera szachowa
Wielokrotnie startował w indywidualnych mistrzostwach Łotwy, dziewięciokrotnie (w latach 1954, 1962, 1967, 1968, 1970, 1971, 1975, 1979 i 1986) zdobywając tytuł mistrza kraju. Czterokrotnie uczestniczył również w finałowych turniejach o tytuł mistrza Związku Radzieckiego, najlepszy wynik osiągając na przełomie 1968 i 1969 roku w Ałma-Acie, gdzie zajął IX miejsce.
Po rozpadzie ZSRR osiągnął szereg sukcesów w turniejach międzynarodowych, zwyciężając bądź dzieląc I miejsca m.in. w Groningen (1991), Göteborgu (1994), Erfurcie (1995), Schöneck (1996), Bad Godesbergu (1997, 2001), Schwarzach (1997), Spenge (1998, 1999), Gelsenkirchen (1998), Martigny (1998, 1999), Lipsku (2000), Ratyzbonie (2000), Crailsheim (2000) w Triesen (2001, 2006, 2007, 2010), Essen (2002, wraz z Michaiłem Saltajewem), Bad Bocklet (2003), Bad Bertrich (2003, 2006, 2007) oraz w Bad Sooden-Allendorf (2004).
Największe sukcesy w swojej karierze osiągnął w rozgrywkach o mistrzostwo świata "weteranów" (zawodników pow. 60 roku życia), siedmiokrotnie zdobywając 8 medali: 3 złote (1997, 1999, 2001), 3 srebrne (2000, 2003, 2009) i 2 brązowe (1996, 2002). W roku 2004 zdobył również brązowy medal w mistrzostwach Europy w tej kategorii wiekowej, a w 2005 – medal srebrny.
W latach 1992 i 2000 dwukrotnie reprezentował narodowe barwy na szachowych olimpiadach.
Najwyższy ranking w karierze osiągnął 1 lipca 1996 r., z wynikiem 2530 punktów zajmował wówczas 3. miejsce (za Edvīnsem Ķeņģisem i Zigurdsem Lanką) wśród łotewskich szachistów.
Sukcesy odnosił również w grze korespondencyjnej, w 2001 r. otrzymując tytuł arcymistrza w tej odmianie szachów.